# Aldo Proietto
Aldo Jorge Proietto (Buenos Aires, 16 de febrero de 1945-Buenos Aires, 27 de junio de 2023) fue un periodista deportivo argentino. Estuvo a cargo de las informaciones oficiales en el EAM '78 durante la Copa Mundial de la FIFA de 1978. Fue parte del programa de radio y TV Fox Sports Radio.

## Trayectoria
Egresado de la Escuela Superior de Periodismo, realizó cursos y seminarios de capacitación profesional en España, Italia, Alemania y EE. UU.. 
Se desempeñó en el diario Crónica, las revista Siete Días, Panorama y en la editorial Abril. Fue director de las revistas Goles, El Gráfico y se desempeñó como consejero de Editorial Atlántida.
Participó en TV en los programas El Deportivo (1996-1998),  Tribuna caliente (1999-2002 y 2018), A quemarropa (2001) y Fox Sports Radio. 
En 2010, acompañó en De una con Niembro, conducido por Fernando Niembro, con Elio Rossi, Tití Fernández y Marcelo Benedetto.
"Es una de las tiras deportivas de mayor convocatoria en el dial de amplitud modulada el ciclo que Fernando Niembro conduce desde hace 13 años por La Red (AM 910)".
En "El Show del Gol" comenta los partidos de fútbol por AM 630 Radio Rivadavia. 
Participó del programa Cuatros de Copas por Radio Cooperativa.
En 1997, obtuvo el diploma al mérito de la Fundación Konex en el rubro Gráfica Periódica.
Falleció en Buenos Aires el 27 de junio de 2023.

## Críticas
"En 1977, fue colaborador del general Etchegoyen desde la dirección de prensa de la provincia del Chubut. Con Daniel Garzón se hicieron cargo del aparato de prensa del EAM ‘78 que dirigía el almirante Lacoste. Garzón pasó a llamarse Galotto y con Proietto fueron parte de El Gráfico"
 Ricardo Horvath

"No tiene desperdicios el capítulo que Pablo Llonto dedica al oscilante comportamiento de la prensa argentina frente al Mundial. (..) hubo periodistas que prestaron a conciencia sus talentos: tal es el caso de Aldo Proietto, quien para esa época cambiaba su sillón en la revista Goles por uno en el EAM 78, para ocupar durante el Mundial el puesto de jefe de Información Deportiva de ese organismo: ‘Quien esté contra el Mundial será un enemigo del país’, escribía Proietto en una nota editorial de Goles, que le sirvió para abrirse camino."
 Facundo Martínez, Página/12

"Tiene gran eficacia para interpretar lo que quieren aquellos que lo mandan”.
 Víctor Hugo Morales